# Малая мухоловка
Малая мухоловка (лат. Ficedula parva) — небольшая птица из семейства мухоловковых.

## Описание
Вес птицы составляет 11 г. У самца окраска почти такая же, как у зарянки: верх и бока головы и шеи, бока и передняя часть груди пепельно-серые, горло и зоб — рыжие, как бы окаймлены серой полосой. Верх буровато-серый, низ и широкие полосы по бокам хвоста белые. У самки и молодых нет рыжего пятна на горле, а пепельно-серый цвет заменен буро-серым. Различение полов у малых мухоловок затрудняется тем, что ржавая манишка появляется у самцов лишь на второй или третий год. Молодые самцы после осенней линьки меняют своё охристо-крапчатое птенцовое оперение на буроватый наряд, неотличимый от окраски самок, и в первую весну гнездятся, не имея еще яркой отличительной манишки. Это пример возрастной изменчивости окраски самцов, подобный тому, что есть у чечевиц, щуров и клестов. 

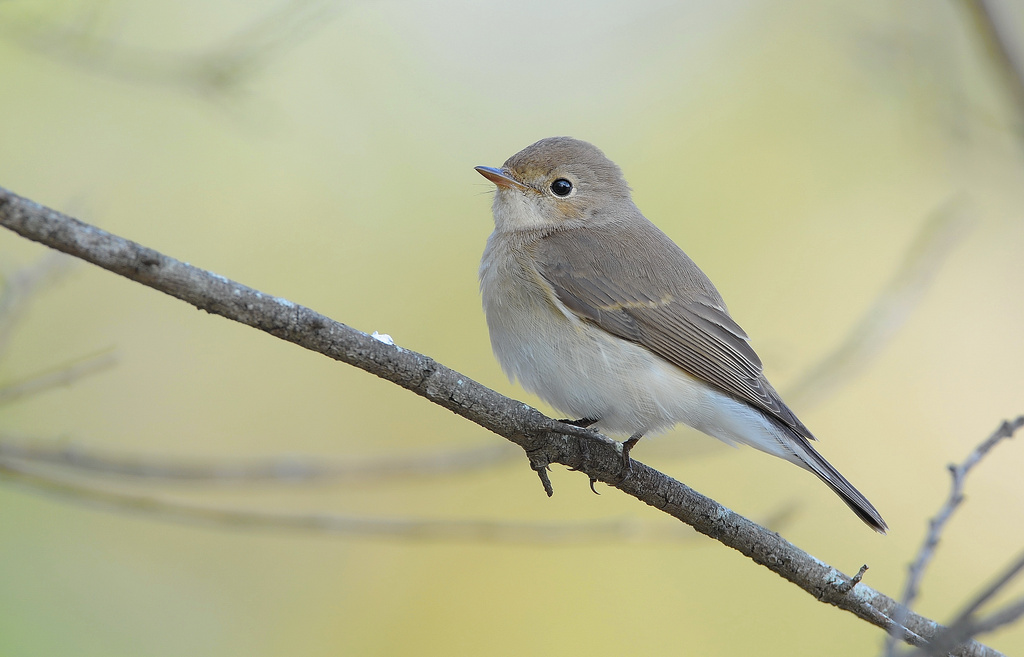
Самка малой мухоловки

Песня — набор мелодичных свистов «тью-тью-тью-тью, фью-фью-тю, хьюд-хьюд-хьюд-хьюд, фи-тюй-фи-тюй-фи-тюй», крик — сухой треск «ррр» или посвисты «хи-ли».

## Распространение
Вид распространён в Евразии от Восточной и Юго-Восточной Европы на восток до западных склонов Уральских гор. Зимует на юге Азии. Населяет хвойные, смешанные и лиственные леса. Встречается в пойменных лесах и зарослях, парках, старых фруктовых садах и как исключение на виноградниках.

## Питание
Основу пищи составляют насекомые (различные муравьи, мелкие виды жуков, журчалки, настоящие мухи, маленькие чешуекрылые) и мелкие пауки. Реже склёвывают мелких моллюсков, а во второй половине лета и осенью поедает также сочные плоды некоторых растений (бузина чёрная, бузина красная, ежевика, смородина).

## Размножение

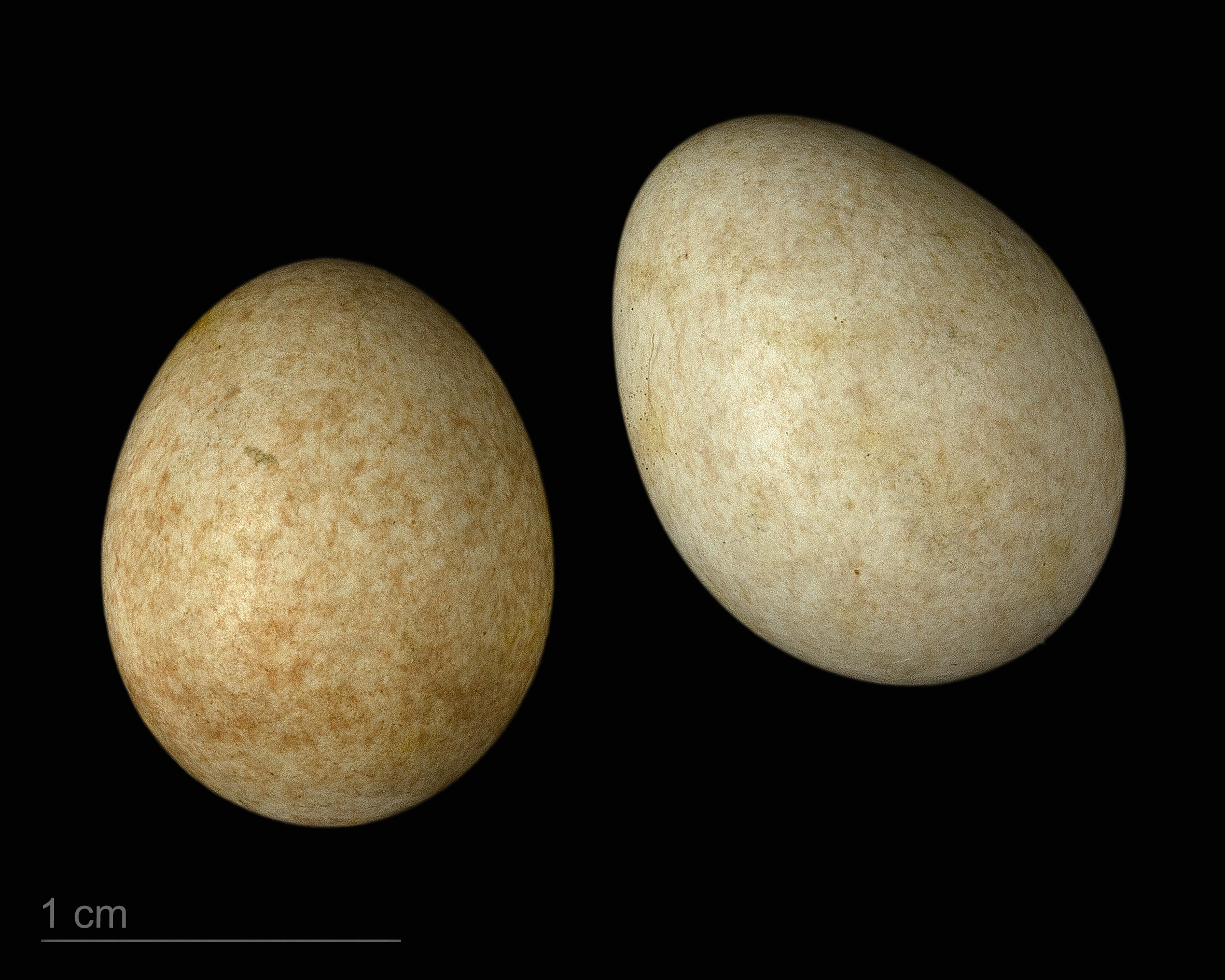
яйцо Ficedula parva - Тулузский музеум

Гнездится в полуоткрытых и закрытых дуплах и на развилках деревьев. Гнезда помещает на высоте от 1 до 12 м. Гнездо аккуратно сплетает из мха, стебельков трав, древесных волокон, растительного пуха. Снаружи иногда облицовано тонкими веточками и лишайником. Лоток выстлан мхом, иногда волосовидными усами вьющихся растений и небольшим количеством конского волоса. Размеры гнезда: диаметр лотка 45-50 мм, глубина лотка 35-45 мм (Михеев, 1996). В кладке 4-9, чаще 5-6 яиц. Их окраска — бледно-зеленоватая или почти белая, может быть голубоватая или желтоватая, с ржавчатыми или охристо-бурыми пятнами и крапинами, которые могут быть обильными и четкими, или неясными, размытыми, вплоть до того, что имеют вид ровного напыления по всему яйцу или только на тупом конце. Размеры яиц 14-19 х 12-14 мм. Насиживает самка, начиная с откладки последнего яйца или на 1-2 дня (яйца) раньше, в течение 12-15 дней. Птенцы имеют довольно длинный серый пух на верхней стороне головы и тела, ротовая полость желтая, клювные валики белые. Кормят птенцов самец и самка. В случае опасности с беспокойными криками перелетают вокруг, могут имитировать атаку на человека, осматривающего гнездо, налетая и отворачивая у самого лица. Птенцы сидят в гнезде 11-15 дней.